# Motoo Kimura
Motoo Kimura 木村資生 (Kimura Motō?) (13 novembre 1924 – 13 novembre 1994) è stato un biologo giapponese.
È famoso soprattutto per la teoria neutrale dell'evoluzione, da lui resa nota nel 1968. Come uno dei teorici della genetica delle popolazioni egli introdusse negli studi di genetica un uso nuovo delle equazioni di diffusione per calcolare la probabilità di fissazione di alleli benefici, dannosi o neutrali. Nel 1992 Kimura ha ricevuto la Medaglia Darwin per i suoi contributi all'arricchimento del concetto di evoluzione
Kimura ha lavorato su un ampio spettro di problemi teorici relativi alla genetica delle popolazioni, molti dei quali in collaborazione con Takeo Maruyama. Ha introdotto i modelli di "alleli infiniti" e di "siti infiniti" per lo studio della deriva genetica casuale, modelli che saranno poi ampiamente utilizzati durante gli studi successivi sull'evoluzione molecolare basati su una maggiore disponibilità di sequenze peptidiche e genetiche. Ha inoltre creato il "modello a scala" da applicare agli studi di elettroforesi su proteine omologhe che differiscono per unità intere di carica. Le prime notizie sul suo approccio sono state pubblicate nel 1960, nel suo Principi di genetica delle popolazioni.
Il 1968 segna una svolta nella carriera di Kimura, essendo l'anno in cui rende pubblica la teoria neutrale dell'evoluzione molecolare, basata sul principio acquisito che, a livello molecolare, la maggioranza delle mutazioni genetiche è neutrale rispetto alla selezione naturale, rendendo secondo Kimura la deriva genetica casuale un fattore primario nell'evoluzione nel campo della biologia molecolare.
Kimura trascorse il resto della sua vita proseguendo gli studi sul neutralismo con l'ausilio di nuove tecniche sperimentali e relativa maggior disponibilità di dati, con la creazione di modelli matematici e ulteriori estensioni della sua teoria. Nel 1973, la sua collega Tomoko Ohta ha sviluppato una versione più generale della teoria, la "teoria quasi neutrale dell'evoluzione molecolare", che potrebbe spiegare una più ampia gamma di mutazioni genetiche deleterie. Kimura ha prodotto una monografia sulla teoria neutrale, nel 1983, La teoria neutrale dell'evoluzione molecolare, e ha anche lavorato per promuovere la teoria attraverso scritti popolari, come La mia opinione sull'evoluzione. Per quanto non siano mancate ipotesi alternative al neutralismo, esso è diventato parte dell'approccio moderno  all'evoluzione molecolare in termini di stocasticità. Nel 1992 Kimura ha ricevuto la Medaglia Darwin della Royal Society, e l'anno successivo è stato nominato membro onorario straniero della stessa.

## Vita e opera
Kimura fin da piccolo si rivelò interessato alla botanica, ma eccelleva anche nella matematica, che coniugherà con le sue ricerche nella genetica delle popolazioni. Entrato nella selettiva scuola superiore e di alto livello di Nagoya, Kimura si concentra sullo studio morfologico dei vegetali e sulla citologia in generale, lavorando poi nel laboratorio di M. Kumazawa per approfondire lo studio della struttura cromosomica delle liliacee. Durante gli anni passati con Kumazawa egli scopre come collegare i suoi interessi per la botanica e la biometria alla matematica in funzione dell'evoluzionismo biologico.
Kimura entra all'Università Imperiale di Kyoto nel 1944 come ricercatore, ma, su consiglio del genetista di spicco Hitoshi Kihara, opera dapprima nel programma di ricerca in campo botanico perché ciò gli consente di evitare il servizio militare. Dopo la guerra entra poi nel laboratorio Kihara tornando alla citologia e interessandosi all'introduzione di cromosomi estranei nei vegetali e approfondendo ulteriormente la genetica delle popolazioni. Nel 1949, Kimura entra nell'Istituto Nazionale di Genetica di Mishima (Shizuoka) e nel 1953 pubblica le sue ricerche sulla genetica delle popolazioni, con un modello “a gradini” che innova quello “a isole” proposto precedentemente da Sewall Wright. Dopo un incontro col genetista americano Duncan McDonald (facente parte della Atomic Bomb Casualty Commission), Kimura nell'estate del 1953 si trasferisce negli USA ed entra nella scuola di perfezionamento in biologia molecolare presso lo Iowa State College per lavorare con J. L. Lush.
Kimura trova presto troppo limitate le possibilità di ricerche innovative allo Iowa State College e passa all'Università del Wisconsin per lavorare su modelli stocastici con James F. Crow alla ricerca sull'azione del caso sulle mutazioni genetiche. Qui ha l'opportunità di partecipare ad una prestigiosa e avanzata comunità intellettuale di genetisti a lui affini, tra cui Newton Morton e, più significativamente, Sewall Wright. Le sue scoperte e realizzazioni teoriche alla Wisconsin University includono un modello generale di deriva genetica casuale, che interessa alleli multipli, selezione, migrazione e mutazioni, più alcuni lavori basati sul teorema fondamentale della selezione naturale di R.A. Fisher. Egli ha inoltre costruito, partendo dai lavori di Wright e utilizzando l'equazione di Fokker-Planck, un nuovo modello d'indagine statistica introducendo nel calcolo l'equazione retrospettiva di Kolmogorov alla genetica delle popolazioni, che permette di calcolare la probabilità di un gene di autodeterminarsi come ‘'fissazione'’ di un carattere genetico in una popolazione.
Torna in Giappone nel 1956 dove vivrà per il resto della sua vita, operando come direttore dell'Istituto Nazionale di Genetica.